# سیارک ۱۹۶۰۳
سیارک ۱۹۶۰۳ (به انگلیسی: 19603 Monier، نامگذاری:1999NF48) نوزده هزار و ششصد و سومین سیارک کشف شده‌است که در ۱۳ ژوئیه ۱۹۹۹ کشف شد.
قدر مطلق سیارک برابر ۱۷٫۰ است.